# John Collins (football)
Pour les articles homonymes, voir John Collins et Collins.
John Collins, né le 31 janvier 1968 à Galashiels, en Écosse, est un footballeur international écossais qui évoluait au poste de milieu offensif aujourd'hui entraîneur. Il fait partie du Tableau d'honneur de l'équipe d'Écosse de football, où figurent les internationaux ayant reçu plus de 50 sélections pour l'Écosse, étant inclus en juin 1998.

## Biographie

### Joueur
John Angus Paul Collins commence sa carrière de joueur professionnel aux Hibernians en 1984 à l'âge précoce de 16 ans. Il restera pendant six ans dans son club formateur (et accédera dans le même temps à l'équipe nationale d'Écosse) avant de partir pour l'un des plus grands clubs du pays, le Celtic Glasgow malgré l'intérêt du club français des Girondins de Bordeaux. Il y joue plus de 200 matchs en six ans. Associé au milieu de terrain à Paul McStay, ce duo l'est également en sélection. Il s'impose comme un élément essentiel de son équipe nationale quand il est recruté par l'AS Monaco alors qu'il a aussi des offres de contrats en Angleterre. Au sein du club monégasque, sa qualité technique progresse.
Considéré comme un très bon joueur en principauté, Collins laissera un très bon souvenir malgré un passage assez court. Il fera notamment partie de cette génération dorée qui remportera le championnat de France en 1997 aux côtés de Sonny Anderson et autre Thierry Henry.
Il œuvre particulièrement dans le même temps à la qualification de son pays pour la coupe du monde 1998 en France où il s'illustrera en inscrivant le but écossais sur penalty lors du match d'ouverture face au Brésil (défaite 2-1). 
Après sa bonne coupe du monde, Collins quitte Monaco pour l'Angleterre et Everton. Il s'imposera comme un bon joueur du club. En fin de carrière, il signe à Fulham ou il glisse petit à petit vers le métier d'entraîneur. Il sera d'ailleurs adjoint en toute fin de contrat et montre déjà ses qualités de meneur d'homme.

### Entraîneur

#### Hibernian FC
Après sa carrière de joueur, ayant tout d'abord privilégié l'obtention de ses diplômes, il commence donc sa nouvelle carrière d'entraîneur en prenant les rênes de son club formateur, le Hibernian Football Club avec qui il remporte la Coupe de la Ligue, en 2006-2007, premier trophée du club depuis quinze ans. Le 20 décembre 2007, en désaccord sur la politique sportive du club, il démissionne de son poste d'entraîneur du Hibernian Football Club à la surprise générale et ce, malgré d'excellents résultats. Il se révèlera par la suite que sa décision était liée au peu d'écoute des dirigeants quant à sa volonté de recrutement.

#### Sporting de Charleroi
Il est ensuite appelé en renfort en Belgique pour sauver Charleroi de la relégation. Il succède à Thierry Siquet pendant six mois au poste d'entraîneur du Sporting de Charleroi (Belgique), le 15 décembre 2008 avant de quitter le club au mois de juin, après avoir réussi pleinement sa mission de le maintenir en Jupiler Pro League, la première division belge. 
Il aura mis en valeur durant son passage plusieurs joueurs sortis de l'ombre : 
Torben Joneleit (KRC Genk), Adlène Guedioura (Wolves), Fabien Camus (KRC Genk), Geoffrey Mujangi Bia (Wolves).
Au début de la saison 2009-2010, il était fortement pressenti pour succéder à Ricardo à la tête de l'AS Monaco. Mais une partie des dirigeants du club de la principauté, lui préfère Guy Lacombe. Collins est aujourd'hui consultant pour la télévision. 

#### Livingston FC
En février 2012, il devient le nouveau directeur sportif du club écossais de Livingston Football Club.  

#### Celtic Glasgow
En juin 2014, il devient l’entraîneur-adjoint du club de son cœur, le Celtic Glasgow.
Il quitte le club à la fin de la saison 2015-2016.

Entraîneur de caractère, Collins privilégie le jeu, le groupe et l'implication de tous ses joueurs dans toutes les phases aussi bien offensives que défensives. Il est notamment un fervent supporter du jeu au sol.

## Palmarès

### Joueur
- Champion de France en 1997 avec l'AS Monaco[5]
- Vainqueur de la Coupe d'Écosse en 1995 avec le Celtic FC
- Vainqueur du Trophée des Champions en 1997 avec l'AS Monaco
- 58 sélections et 12 buts avec l'équipe d'Écosse
- Participation à la Coupe du monde en 1990 (Premier Tour) et en 1998 (Premier Tour)
- Participation au Championnat d'Europe des Nations en 1996 (Premier Tour)

### Entraîneur
- Vainqueur de la Coupe de la Ligue d'Écosse : 2006 (Hibernian Édimbourg)